# Quận Jefferson, New York
Quận Jefferson (tiếng Anh: Jefferson County) là một quận trong tiểu bang New York, Hoa Kỳ. Quận lỵ là thành phố Watertown 6. Theo điều tra dân số năm 2010 của Cục điều tra dân số Hoa Kỳ, quận này có dân số 116.229 người 2.

## Địa lý
Theo Cục điều tra dân số Hoa Kỳ, quận có tổng diện tích 4810 kilômét vuông, trong đó có 1515 km2 là diện tích mặt nước.

### Quận giáp ranh
- Quận St. Lawrence, New York - đông bắc
- Quận Lewis, New York - đông nam
- Quận Oswego, Quận - tây nam
- Leeds and Grenville United Counties, Ontario - bắc
- Quận Frontenac, Ontario - tây bắc

### Các xa lộ
- Interstate 81
- U.S. Route 11
- New York State Route 3
- New York State Route 3A
- New York State Route 12
- New York State Route 12E
- New York State Route 26
- New York State Route 37
- New York State Route 180

### Các thành phố và thị trấn
- Adams (thị trấn)
- Adams (làng)
- Adams Center
- Alexandria (thị trấn)
- Alexandria Bay (làng)
- Antwerp (thị trấn)
- Antwerp (làng)
- Black River (làng)
- Brownville (thị trấn)
- Brownville (làng)
- Calcium
- Cape Vincent (thị trấn)
- Cape Vincent (làng)
- Carthage (làng)
- Champion (thị trấn)
- Chaumont (làng)
- Clayton (thị trấn)
- Clayton (làng)
- Deferiet (làng)
- Depauville
- Dexter (làng)
- Ellisburg (thị trấn)
- Ellisburg (làng)
- Evans Mills (làng)
- Felts Mills (hamlet)
- Fishers Landing
- Fort Drum (federal military installation)
- Glen Park (làng)
- Great Bend
- Henderson (thị trấn)
- Herrings (làng)
- Hounsfield (thị trấn)
- La Fargeville
- Le Ray (thị trấn)
- Lorraine (thị trấn)
- Lyme (thị trấn)
- Mannsville (làng)
- Natural Bridge
- Orleans (thị trấn)
- Pamelia (thị trấn)
- Philadelphia (thị trấn)
- Philadelphia (làng)
- Redwood
- Rodman (thị trấn)
- Rutland (thị trấn)
- Sackets Harbor (làng)
- Theresa (thị trấn)
- Theresa (làng)
- Three Mile Bay
- Waterthị trấn (thị trấn)
- Waterthị trấn (city)
- West Carthage (làng)
- Wilna (thị trấn)
- Worth (thị trấn)

## Thông tin nhân khẩu
Theo điều tra dân số Bản mẫu:GR2 năm 2000, quận đã có dân số 111.738 người, 40.068 hộ gia đình, và 28.127 gia đình sống trong quận hạt. Mật độ dân số là 88 người trên một dặm vuông (34/km ²). Có 54.070 đơn vị nhà ở với mật độ trung bình là 42 trên một dặm vuông (16/km ²). Cơ cấu chủng tộc của quận bao gồm 88,71% người da trắng, 5,83% da đen hay Mỹ gốc Phi, 0,53% người Mỹ bản xứ, 0,92% châu Á, Thái Bình Dương 0,14%, 2,05% từ các chủng tộc khác, và 1,82% từ hai hoặc nhiều chủng tộc. 4,19% dân số là người Hispanic hay Latino thuộc một chủng tộc nào. 14,1% là của Ai len 12,8%, tiếng Đức, tiếng Anh 11,3%, 10,6% người Mỹ, Pháp 8,5% và 8,5% gốc Ý theo điều tra dân số năm 2000. 93,2% nói tiếng Anh và 3,5% người Tây Ban Nha là ngôn ngữ đầu tiên của họ.
Có 40.068 hộ, trong đó 37,20% có con dưới 18 tuổi sống chung với họ, 55,60% là đôi vợ chồng sống với nhau, 10,40% có nữ hộ và không có chồng, và 29,80% là không gia đình. 24,40% hộ gia đình đã được tạo ra từ các cá nhân và 10,10% có người sống một mình 65 tuổi hoặc lớn tuổi hơn. Cỡ hộ trung bình là 2,58 và cỡ gia đình trung bình là 3,07.
Trong dân số quận đã được trải ra với 26,50% dưới độ tuổi 18, 11,80% 18-24, 31,30% 25-44, 19,10% từ 45 đến 64, và 11,30% từ 65 tuổi trở lên người. Độ tuổi trung bình là 32 năm. Đối với mỗi 100 nữ có 107,30 nam giới. Đối với mỗi 100 nữ 18 tuổi trở lên, đã có 108,50 nam giới.
Thu nhập trung bình cho một hộ gia đình trong quận đã được $ 34.006, và thu nhập trung bình cho một gia đình là $ 39.296. Phái nam có thu nhập trung bình $ 28.727 so với 21.787 $ cho phái nữ. Thu nhập bình quân đầu người là 16.202 $. Giới 10,00% gia đình và 13,30% dân số sống dưới mức nghèo khổ, bao gồm 16,80% những người dưới 18 tuổi và 9,20% của những người 65 tuổi hoặc hơn. 